# St. Anna (Dortmund)

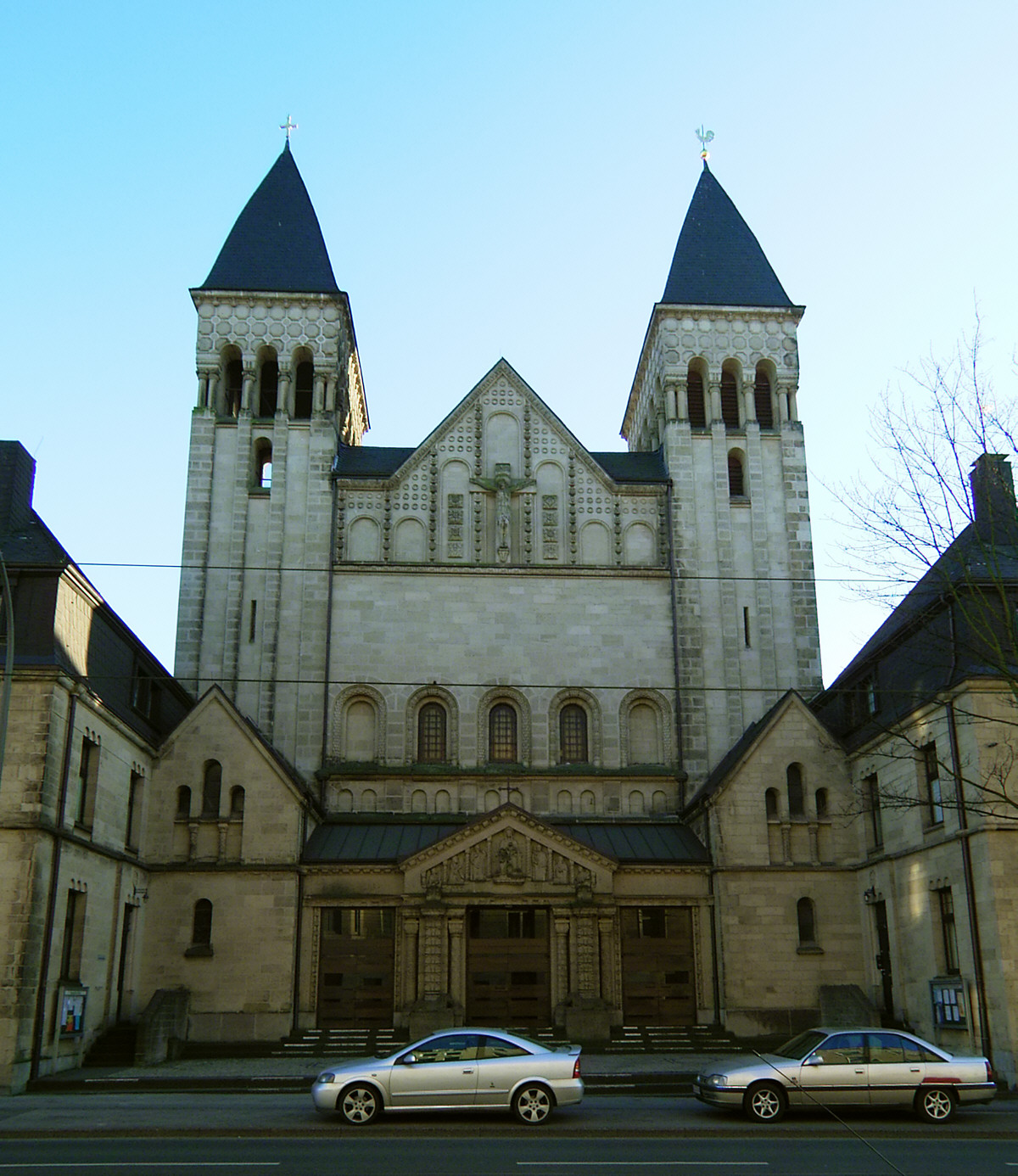
St. Anna (Dortmund)

Die römisch-katholische, denkmalgeschützte ehemalige Pfarrkirche St. Anna steht im Stadtbezirk Innenstadt-West von Dortmund in Nordrhein-Westfalen. Die Kirche, die zum Dekanat Dortmund des Erzbistums Paderborn gehört, wurde 2003 an die Polnisch-katholische Mission Dortmund (Polska Misja Katolicka w Dortmundzie) übergeben und die Pfarrei 2013 aufgelöst.

## Beschreibung
Die dreischiffige Basilika wurde 1912/13 nach einem Entwurf von Georg Spelling im neuromanischen Baustil errichtet. Ihre Doppelturmfassade aus Quadermauerwerk mit dem Portal steht an einem Platz, der vom Pfarrhaus und dem Gemeindezentrum flankiert wird. Im Süden befindet sich ein eingezogener Chor, der von einer halbrunden Apsis abgeschlossen ist. 
Der Innenraum des breiten Mittelschiffs ist mit einer Flachdecke überspannt. Die niedrigen Seitenschiffe sind durch Arkaden mit Stützenwechsel abgeteilt. Die Fenster der Obergaden sind in Dreiergruppen ausgebildet.